# Льєзька діоцезія

Льєзька дієцезія на карті країни

Льє́зька діоце́зія (лат. Dioecesis Leodiensis, фр. Diocèse de Liège) — діоцезія римо-католицької церкви у Бельгії. Заснована у IV столітті у місті Тонгерен. З XIII століття центром дієцезії став Льєж. 1559 року в результаті реорганізації дієцезій втратила частину територій, що відійшли до дієцезії Мехелен-Брюссель.
Охоплює територію 3862 км², налічує 525 парафій і понад 700 тисяч вірних. Кафедральним храмом дієцезії є Собор св. Павла у Льєжі.